# Матусівська сільська рада
Ма́тусівська сільська́ ра́да — адміністративно-територіальна одиниця та орган місцевого самоврядування у Звенигородському районі Черкаської області. Адміністративний центр — село Матусів.

## Загальні відомості
- Населення ради: 3617 осіб (станом на 2025 рік)

## Населені пункти
Сільській раді підпорядковані населені пункти:
- с. Матусів

## Склад ради
Рада складалася з 20 депутатів та голови.
- Голова ради: Шаповал Леся Володимирівна
- Секретар ради: Рак Наталя Петрівна

### Керівний склад попередніх скликань
| Прізвище, ім'я, по батькові    | Основні відомості                                                                     | Дата обрання | Дата звільнення |
| ------------------------------ | ------------------------------------------------------------------------------------- | ------------ | --------------- |
| Шульга Олександр Федорович     | Сільський голова, 1947 року народження, член Всеукраїнського об'єднання «Батьківщина» | 26.03.2006   | 31.10.2010      |
| Голобородько Тетяна Григорівна | Сільський голова, 1959 року народження, освіта вища, позапартійна                     | 31.10.2010   | 04.09.2013      |
| Кожін Олександр Вікторович     | Сільський голова, 1970 року народження, освіта вища, безпартійний                     | 25.05.2014   |                 |

Примітка: таблиця складена за даними сайту Верховної Ради України

### Депутати
За результатами місцевих виборів 2010 року депутатами ради стали:

#### За суб'єктами висування
| Суб'єкт висування            | Кількість обраних депутатів | %  |
| ---------------------------- | --------------------------- | -- |
| Партія регіонів              | 8                           | 40 |
| Народна партія               | 6                           | 30 |
| Самовисування                | 5                           | 25 |
| Соціалістична партія України | 1                           | 5  |

#### За округами
| № округу                     | Прізвище, ім'я, по батькові      | Дата визнання обраним | Освіта  | Партійна приналежність             | Відомості про обраного депутата             |
| ---------------------------- | -------------------------------- | --------------------- | ------- | ---------------------------------- | ------------------------------------------- |
| Народна Партія               |                                  |                       |         |                                    |                                             |
| 7                            | Задорожній Генадій Степанович    | 03.11.2010            | вища    | член Народної партії               | фермерське господарство «Деметра», ветлікар |
| 8                            | Задорожня Ніна Іванівна          | 03.11.2010            | вища    | член Народної партії               | СФ «Деметра», сеціаліст з охорони праці     |
| 9                            | Волинець Петро Іванович          | 03.11.2010            | вища    | член Народної партії               | СФ «Деметра», заст. директора               |
| 11                           | Коваль Іван Миколайович          | 03.11.2010            | середня | член Народної партії               | СФ «Деметра», тракторист                    |
| 14                           | Соколан Василь Максимович        | 03.11.2010            | середня | член Народної партії               | СФ «Деметра», електрик                      |
| 15                           | Паращенко Людмила Володимирівна  | 03.11.2010            | вища    | член Народної партії               | Матусвська с/ш № 2, вчитель                 |
| Партія регіонів              |                                  |                       |         |                                    |                                             |
| 1                            | Олійник Анатолій Володимирович   | 03.11.2010            | вища    | член Партії регіонів               | Директор СПП «Оліана», директор             |
| 2                            | Никогда Сергій Василович         | 03.11.2010            | вища    | член Партії регіонів               | тимчасово не працює                         |
| 3                            | Горя Сергій Олександрович        | 03.11.2010            | середня | член Партії регіонів               | Матусівська дільнична лікарня, водій        |
| 5                            | Броварський Володимир Васильович | 03.11.2010            | середня | член Партії регіонів               | фізична особа-підприємець                   |
| 6                            | Третяк Володимир Миколайович     | 03.11.2010            | середня | член Партії регіонів               | ФГ «Ольвія», механізатор                    |
| 12                           | Броварська Любов Палівна         | 03.11.2010            | вища    | член Партії регіонів               | Сільська рада, секретар                     |
| 18                           | Нарадько Іван Іванович           | 03.11.2010            | середня | член Партії регіонів               | пенсіонер                                   |
| 19                           | Козіцька Раїса Сепанівна         | 03.11.2010            | середня | член Партії регіонів               | Сільська рада, касир                        |
| Соціалістична партія України |                                  |                       |         |                                    |                                             |
| 4                            | Турчин Олег Васильович           | 03.11.2010            | середня | член Соціалістичної партії України | Шполянський тер. Центр, соц.. робітник      |
| Самовисування                |                                  |                       |         |                                    |                                             |
| 10                           | Шепельов Олександр Анатолійович  | 03.11.2010            | вища    | член Партії регіонів               | ФГ, голова Фермерського господарства        |
| 13                           | Дишлева Любов Данилівна          | 03.11.2010            | середня | позапартійна                       | ФГ «Софія», голова                          |
| 16                           | П'яних Юрій Васильович           | 23.12.2012            | вища    | член Партії регіонів               | НВК № 2, директор                           |
| 17                           | Гнатюк Ольга Миколаївна          | 03.11.2010            | вища    | позапартійна                       | Матусвська с/ш № 2, вчитель                 |
| 20                           | Решетов Володимир Борисович      | 03.11.2010            | середня | позапартійний                      | тимчасово не працює                         |